# 페놀 폼알데히드 수지
페놀 폼알데히드 수지, 페놀 포름알데히드 수지(Phenol formaldehyde resin, PF) 또는 페놀 수지(phenolic resins, phenoplasts)는 페놀이나 페놀 대체물을 폼알데하이드와 반응시켜 얻는 합성 폴리머이다. 베이클라이트의 기초물질로 사용되는 페놀 수지는 최초로 상용화된 합성 수지(플라스틱)이다. 이들은 당구공, 연구실 작업대, 코팅과 접착제를 포함한 몰드형 제품들의 제작에 널리 사용되고 있다. 한때 회로 기판 제작에 주로 사용된 물질이었으나 지금은 내화성 FR-4 회로 기판 물질에서처럼 상당 부분이 에폭시 수지와 섬유 유리옷으로 대체되고 있다.
주요 생성 방식에는 2가지 방법이 있다. 하나는 페놀과 폼알데히드를 직접 반응시켜서 열경화성 플라스틱을 만드는 것이고 다른 방법은 폼알데히드를 제한시켜 노볼락(novolac)이라는 이름의 프리폴리머(prepolymer)를 생성하고 이를 몰딩 처리한 다음 더 많은 폼알데히드와 열을 첨가하는 것이다. 특수 목적을 위해 다양한 수지를 생산하기 위해 사용되는 생성 물질과 도입 물질 모두에 다양한 종류가 있다.